# ケマンチェ

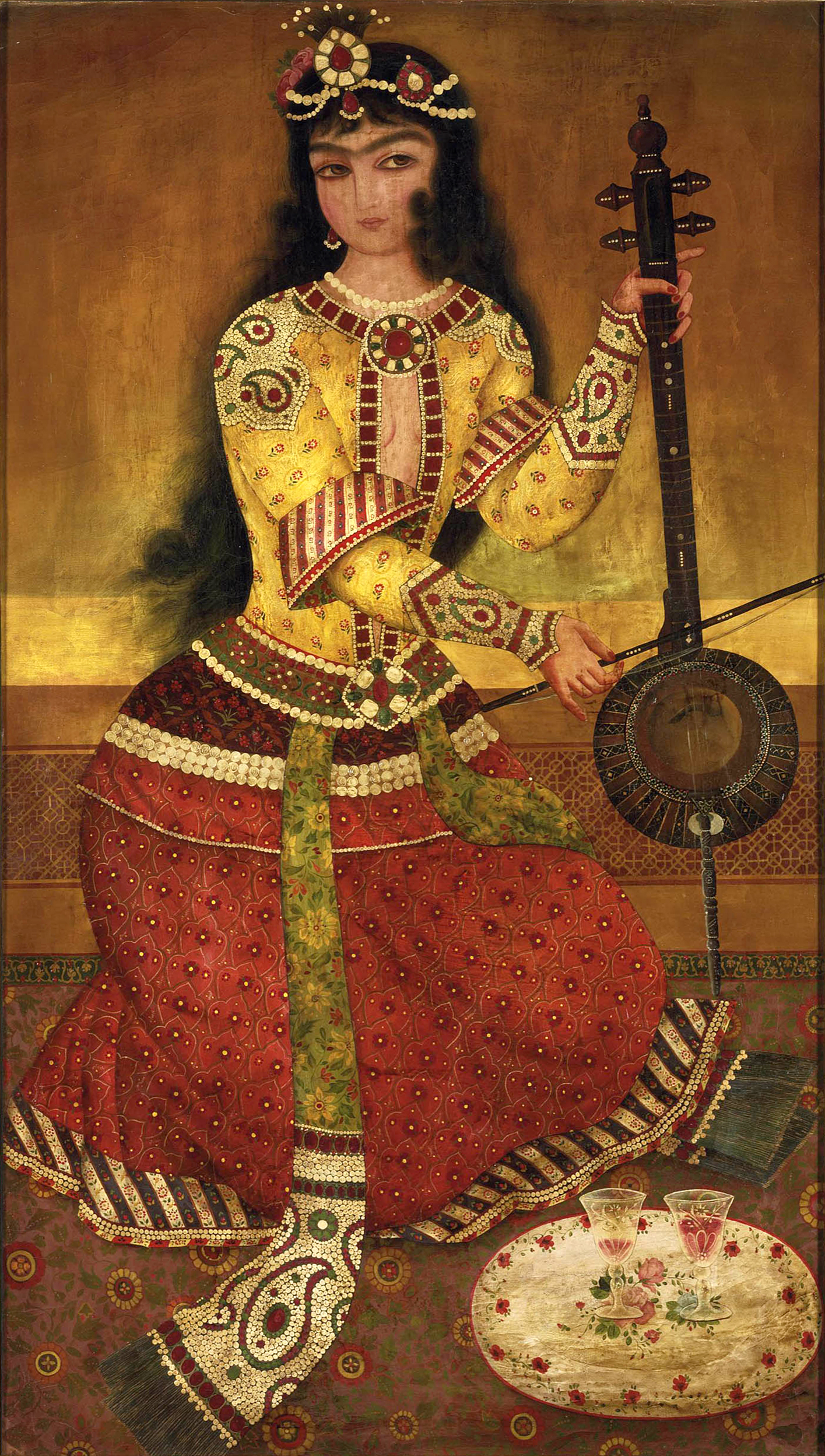
カマンチェを演じる女性、ガージャール朝、1800〜 1825年。

ケマンチェ(kemancha,kemanche)は、擦絃楽器。ケマンチャ、ケメンチェとも。
ヴァイオリン、フィドルの源流の楽器。主にイランで使用される。西洋クラシック音楽の範疇では扱えないくらいの微分音を駆使するため、音程の調節に伸ばした爪を使うのが特徴である。かつては弦に絹が使われていたが、最近ではスチール弦が使われている。